# Умершие в марте 2015 года
Это список известных людей, соответствующих установленным критериям значимости (см. Википедия:Критерии значимости персоналий), умерших в марте 2015 года.
Причина смерти указывается лишь в исключительных случаях (убийство, самоубийство, гибель в результате военных действий, смертная казнь, ДТП или несчастные случаи). В остальных случаях — не указывается.

### 31 марта
- Алескеров, Агаселим Керим оглы (86) — советский и азербайджанский экономист, директор Института экономики Национальной академии наук Азербайджана (1989—1998), член-корреспондент НАНА (1989)[1].
- Лада Галина (81) — болгарская писательница и киносценарист, жена литературного критика Ефрема Каранфилова и мать спортивного журналиста Ефрема Ефремова[2].
- Ладанов, Борис Иванович (81) — советский государственный деятель, председатель исполнительного комитета Сыктывкарского городского совета народных депутатов (1974—1984)[3].
- Поттер, Филип (81) — религиозный деятель Доминики и международного экуменического движения, генеральный секретарь Всемирного совета церквей (1972—1984)[4].
- Чарчер, Бетти[англ.] (84) — австралийский деятель культуры, директор Национальной галереи Австралии (1990—1997)[5].
- Чира, Клаус[англ.] (74) — немецкий предприниматель, сооснователь компании SAP[6].
- Шарон, Ральф (91) — американский пианист[7].
- Шойер, Михель (87) — западногерманский гребец-байдарочник, чемпион летних Олимпийских игр в Мельбурне (1956), двукратный бронзовый призёр Олимпийских игр[8].

### 30 марта
- Герасимов, Василий Маркович (59) — российский сценарист[9].
- Дитль, Гельмут (70) — немецкий режиссёр, номинант на премию «Оскар» (1993)[10].
- З’Дар, Роберт (64) — американский актёр[11].
- Кутателадзе, Геннадий Платонович (83) — советский и киргизский архитектор, заслуженный архитектор Киргизской ССР (1974)[12].
- Риттер, Престон (65) — американский музыкант, ударник группы The Electric Prunes[13].
- Садыков, Маматбек (69) — советский и киргизский архитектор и художник, один из авторов государственного флага Кыргызстана[14].
- Слайфер, Роджер (60) — американский писатель комиксов, один из создателей персонажа Лобо (DC Comics)[15].
- Торгерсен, Пол (83) — американский деятель образования, президент Политехнического университета Виргинии (1993—2000)[16].
- Тулинцев, Александр Семёнович (89) — участник Великой Отечественной войны, Герой Советского Союза (1943)[17].
- Хаутен-Груневельд, Ингрид ван (93) — нидерландский астроном[18].
- Чекулаев, Анатолий Александрович (78)[значимость?] — советский и российский поэт[19].

### 29 марта
- Абдуллаханов, Джонрид Мухитдинович (86) — советский и узбекский писатель [источник не указан 3535 дней].
- Делявский, Василий Евстафьевич (50) — советский и российский артист цирка, театра и кино («Последний из Магикян»)[20].
- Искандарян, Хачатур Мартиросович (92) — советский и армянский скульптор, народный художник Республики Армения (2011)[21].
- Корганов, Томас Иосифович (89) — советский и российский композитор, заслуженный деятель искусств Российской Федерации[22].
- Коренман, Яков Израильевич (79) — советский и российский химик, профессор кафедры аналитической химии Воронежского государственного университета, заслуженный деятель науки и техники Российской Федерации (1995)[23] Архивная копия от 3 апреля 2015 на Wayback Machine.
- Меркель, Майя Максовна (87) — советский и российский кинорежиссёр-документалист, сценарист, оператор, писатель, заслуженный деятель искусств Российской Федерации (2001)[24].
- Пранцкунас, Гедиминас (71) — советский и литовский актёр театра и кино, театральный режиссёр, директор Клайпедского драматического театра (с 2001)[25][26].
- Риццо, Анджело[итал.] (56) — итальянский кинорежиссёр, киносценарист и журналист[27].
- Степанов, Алексей Михайлович (67) — советский и российский дирижёр (Большой театр (1977—2005), Национальный филармонический оркестр России (2006—2012)), заслуженный артист Российской Федерации (1994)[28].
- Фёдоров, Вадим Дмитриевич (80) — советский и российский эколог-гидробиолог, заведующий кафедрой гидробиологии биологического факультета МГУ им. М. В. Ломоносова (с 1996 года), доктор биологических наук, заслуженный профессор Московского университета, заслуженный деятель науки Российской Федерации (1997)[29].
- Шелеф, Ури (43) — израильский баскетболист, директор баскетбольного клуба «Хапоэль» (Тель-Авив)[30].

### 28 марта
- Буччеллати, Джанмария (86) — итальянский бизнесмен, основатель ювелирного бренда Buccellati[31].
- Курумова, Инесса Алимовна (78) — советская и российская актриса театра и кино, артистка Дагестанского русского драматического театра им. М. Горького, народная артистка Российской Федерации (2005), дочь актёров Алима Курумова и Барият Мурадовой, сестра художницы Беллы Мурадовой[32].
- Никитин, Владимир Анатольевич (историк) (71) — советский и российский фотограф, заведующий кафедрой визуальной журналистики и дизайна периодических изданий факультета журналистики Санкт-Петербургского государственного университета[33].
- Норак, Альберт (86) — советский эстонский государственный деятель, министр финансов Эстонской ССР (1967—1979)[34].
- Ондржичек, Мирослав (80) — чешский кинооператор[35].
- Орловский, Ежи (90) — польский футболист[36].
- Снегур, Яков Иванович (87) — ветеран Великой Отечественной войны, ветеран труда, член Союза журналистов России, ветеран журналистики[37].
- Стивенсон, Рональд (87) — британский композитор и пианист[38].
- Сэкс, Джин[англ.] (93) — американский режиссёр кино и театра («Босиком по парку», «Цветок кактуса»), трёхкратный лауреат премии «Тони» (1977, 1983, 1985)[39].
- Фэйрбёрн, Джим (87) — канадский хоккеист, обладатель золотой медали чемпионата мира в ФРГ (1955)[40].

### 27 марта
- Барнаби, Дондре[англ.] (24)[значимость?] — канадский легкоатлет, участник летних Олимпийских игр в Лондоне (2012)[41].
- Батталья, Рик (88) — итальянский актёр[42][43].
- Бойко, Юрий Евгеньевич (69) — советский и российский инструментовед, музыкант-исполнитель, композитор, старший научный сотрудник сектора инструментоведения Российского института истории искусств[44].
- Веселов, Андрей Анатольевич (40) — российский и казахстанский хоккеист с мячом, бронзовый призёр чемпионата мира (2005)[45].
- Гулин, Алексей Владимирович (73) — советский и российский математик, профессор, заведующий кафедрой вычислительных методов факультета ВМК МГУ (с 2008 года)[46].
- Загидуллин, Фарит Хабибуллович (62)[значимость?] — советский и российский юрист, заместитель прокурора Республики Татарстан (2000—2015), почётный работник прокуратуры Российской Федерации[47].
- Занис, Ян Семёнович (80) — советский и российский архитектор, заслуженный архитектор Российской Федерации (2000)[48].
- Казимиров, Лев Иванович (85) — советский и российский хирург, доктор медицинских наук, профессор, заведующий кафедрой детской хирургии Нижегородской медицинской академии (1982—1999)[49].
- Кросби, Би Джей (63) — американская актриса и певица[50].
- Сайло, Тхенпхунга[англ.] (93) — индийский политик, главный министр Мизорама (1978, 1979—1984)[51] Архивная копия от 3 апреля 2015 на Wayback Machine.
- Сиахпутра, Ольга (32) — индонезийский актёр и певец, семикратный лауреат премии Panasonic Gobel Awards (2009, 2010, 2011, 2012, 2013), двукратный лауреат премии Nickelodeon Indonesia Kids' Choice Awards (2009, 2011)[52]
- Сигурдсен, Гертруда (92) — шведский государственный деятель, министр социальных дел (1985—1989) (о смерти объявлено в этот день)[53].
- Сусуму, Йокота[англ.] (54) — японский композитор[54].
- Троянович, Мате (84) — югославский гребец, чемпион летних Олимпийских игр в Хельсинки (1952)[55].
- Фальчи, Карлос (70)[значимость?] — американский дизайнер аксессуаров[56].
- Хандли, Род (80) — американский баскетболист[57].
- Шук, Вальтер (94) — немецкий лётчик-ас Второй мировой войны, кавалер Рыцарского креста Железного креста с дубовыми листьями[58].
- Юсупова, Тути (134) — самый старый неверифицированный житель Узбекистана[59].

### 26 марта
- Бауэр, Фридрих Людвиг (90) — немецкий математик и компьютерный учёный, соавтор теоремы Бауэра — Файка, награждённый медалью «Пионер компьютерной техники» (1988)[60].
- Бекжанов, Гинаят Рахметуллич (88) — советский и казахстанский геолог, доктор геолого-минералогических наук, профессор, лауреат Государственной премии СССР (1984)[61].
- Вихрова, Наталья Викторовна (66) — советская и российская театральная актриса и педагог, заслуженная артистка Российской Федерации (1998)[62].
- Георгиева, Цветомира (33) — болгарская автогонщица, участница серии IRC[63].
- Дынха IV (79) — католикос-патриарх Ассирийской церкви Востока[64].
- Ирвин, Альберт (92) — британский художник[65].
- Каппаров, Нурлан Джамбулович (44) — казахстанский государственный деятель и предприниматель, министр окружающей среды и водных ресурсов Республики Казахстан (2012—2014); сердечный приступ[66].
- Крыжановский, Тарас Алексеевич (34) — российский лыжник-паралимпиец, чемпион зимних Паралимпийских игр в Солт-Лейк-Сити (2002), двукратный чемпион и серебряный призёр зимних Паралимпийских игр в Турине (2006)[67].
- Ренборн, Джон (70) — британский гитарист (Pentangle)[68].
- Роша, Луиш Мигел (39) — португальский писатель[69].
- Транстрёмер, Тумас (83) — шведский поэт, лауреат Нобелевской премии по литературе (2011)[70].
- Трофимов, Юрий Андреевич (74) — советский и российский мультипликатор («Волшебник Изумрудного города»), художник кино («Воротилы»)[71].

### 25 марта
- Беляев, Евгений Иванович (76) — советский и российский специалист по истории философии, метафилософии, философии языка и философской лингвистике, доктор философских наук, профессор Саратовского государственного университета им. Н. Г. Чернышевского[72].
- Гаррани, Иво (91) — итальянский актёр («Подвиги Геракла», «Ватерлоо»)[73][74],.
- Гофф, Мартин (91) — британский писатель, основатель Букеровской премии[75].
- Мударисов, Миннегали Закирович (68) — советский и российский тренер по биатлону, заслуженный тренер РСФСР (1989) (о смерти стало известно в этот день)[76].
- Рейес, Педро[исп.] (53) — испанский актёр-комик, режиссёр[77].
- Нита Рая (99) — французская танцовщица и актриса[78].
- Суарт, Рон (94) — английский футболист и тренер, бывший центральный защитник футбольных клубов «Блэкпул», «Блэкберн Роверс» и «Уиган Атлетик»[79].

### 24 марта
- Авнер, Иегуда[англ.] (86) — израильский государственный и политический деятель, публицист, дипломат; рак[80].
- Агафонов, Сергей Иванович (61) — советский и российский футболист, нападающий клуба «Рубин» (1978—1980)[81].
- Барачи, Нико (57) — швейцарский бобслеист и скелетонист, серебряный призёр чемпионатов мира по бобслею и скелетону (1982 и 1989)[82].
- Бен Салем, Монсеф (62) — тунисский государственный деятель, министр высшего образования (2011—2014)[83].
- Бердигалиева, Роза Амангалиевна (69) — советский и казахстанский библиотечный работник и общественный деятель, президент Библиотечной ассоциации Казахстана (с 1998 года), заслуженный деятель Казахстана (1995)[84] Архивная копия от 2 апреля 2015 на Wayback Machine.
- Бережной, Николай Фёдорович (76) — советский и украинский художник, народный художник Украины (2008)[85].
- Брыжак, Олег (54) — советский и немецкий оперный певец (баритон), солист Немецкой оперы на Рейне (Дюссельдорф) (с 1996 года); авиакатастрофа[86].
- Кленденин, Скотт (47) — американский музыкант, гитарист группы Death (1996—2001)[87].
- Клиндюк, Анатолий Михайлович (75) — советский и российский организатор сельскохозяйственного производства, директор учебного хозяйства Тюменской сельскохозяйственной академии (с 1973 года), заслуженный работник сельского хозяйства Российской Федерации (1994)[88].
- Коротков, Анатолий Павлович (68) — советский и российский юрист, руководитель Главного организационно-инспекторского управления Следственного комитета Российской Федерации, генерал-полковник юстиции (2012), заслуженный юрист Российской Федерации (2007)[89].
- Лубиц, Андреас (27) — второй пилот авиакомпании Germanwings, подозреваемый в преднамеренном крушении самолёта A320[90]
- Магомедрагимов, Руслан Магомедкасумович (45) — российский дагестанский общественный деятель, активист движения «Садвал» (тело найдено в этот день)[91].
- Пробст, Альберт (83) — немецкий государственный деятель, статс-секретарь министерства исследований и технологий ФРГ (1982—1991)[92].
- Раднер, Мария (33) — немецкая оперная певица (контральто); авиакатастрофа[93].
- Степануха, Евгений Александрович (59) — советский футболист, нападающий клуба «Сокол» (1978—1980), футбольный арбитр[94].
- Усенко, Николай Витальевич (87) — советский военачальник, член Военного совета — начальник Политического управления Краснознамённого Северного флота (1980—1985), вице-адмирал (1978), Герой Советского Союза (1966)[95].

### 23 марта
- Бальди, Джан Витторио (84) — итальянский режиссёр, сценарист и продюсер («Свинарник»)[96].
- Гоцуленко, Владимир Николаевич (71) — украинский поэт, сценарист[97].
- Дуглас, Рой (107) — британский композитор и пианист[98].
- Егиков, Игорь Андреевич (79) — советский и российский композитор[99].
- Кам, Серен (93) — нацистский преступник периода Второй мировой войны[100].
- Котолымов, Сергей Александрович (63) — советский и российский яхтсмен, мастер спорта СССР, участник Онежской регаты[101].
- Ли Куан Ю (91) — сингапурский государственный деятель, премьер-министр Сингапура (1959—1990), один из создателей сингапурского «экономического чуда»[102].
- Рутман, Александр Михайлович (64) — советский и российский физик и книгоиздатель[103].
- Сеймур, Алан (87) — австралийский драматург и сценарист[104].
- Хардман, Кристофер (Lil' Chris) (24) — британский певец, автор песен и актёр[105].
- Элдер, Эрберту (84) — португальский поэт[106].

### 22 марта
- Абреу, Луис[исп.] (67) — венесуэльский актёр и театральный режиссёр[107].
- Арканов, Аркадий Михайлович (81) — советский и российский писатель-сатирик, драматург[108].
- Бутц, Хорст[англ.] (91) — немецкий футболист и тренер[109].
- Джанибекян, Карен Гургенович (77) — советский и армянский актёр театра и кино, народный артист Республики Армения (2010)[110].
- Куваев, Евгений (58) — советский и российский художник-авангардист[111].
- Марзу, Клаудио (74) — бразильский актёр («Воздушные замки», «Женщины в любви»)[112].
- Мескин, Амнон (80) — израильский актёр и режиссёр[113].
- Пиштянек, Петер (54) — словацкий писатель[114].
- Скрибнер, Норман (79) — американский композитор, пианист и хоровой дирижёр[115].

### 21 марта
- Агуайо Рамирес, Педро (35) — мексиканский лучадор, выступавший под именами Перро Агуайо-младший и Эль Ихо дель Перро Агуайо[116].
- Анашкин, Николай Терентьевич (85) — бригадир монтажников строительного управления № 3 треста № 25 (Куйбышевская область), Герой Социалистического Труда (1966)[117].
- Бакут, Исайя (67) — нигерийский военный губернатор штата Бенуэ (1986—1987)[118].
- Беднарик, Чак (89) — американский футболист[119].
- Брей, Бетти (83) — американская пловчиха, двукратная чемпионка Панамериканских игр (1951, 1955)[120].
- Добрев, Милен (35) — болгарский тяжелоатлет, чемпион летних Олимпийских игр в Афинах (2004), чемпион мира (2003) (о смерти стало известно в этот день)[121].
- Заверюха, Александр Харлампиевич (74) — российский государственный и политический деятель, заместитель председателя Правительства Российской Федерации (1993—1997), исполняющий обязанности министра сельского хозяйства Российской Федерации (1996), член-корреспондент РАСХН (1997), член-корреспондент РАН (2014)[122].
- Ингманн, Юрген (89) — датский гитарист, в дуэте с женой Гретой победивший на конкурсе песни Евровидение (1963)[123].
- Климчик, Арношт (69) — чехословацкий гандболист, серебряный призёр летних Олимпийских игр в Мюнхене (1972)[124].
- Король, Сергей Николаевич (58) — российский спортивный деятель, генеральный директор Ассоциации лыжных видов спорта России, первый вице-президент Федерации фристайла России[125].
- Куницын, Иван Георгиевич (59) — советский и российский писатель, журналист и переводчик[126].
- Лазарева, Людмила Георгиевна (67) — советский и российский врач-педиатр, заслуженный врач Российской Федерации (2000)[127].
- Лобачёв, Николай Гаврилович (92) — советский военный, участник Великой Отечественной войны, Герой Советского Союза (1944), командир миномётного взвода 1-го батальона 45-й механизированной бригады, майор запаса[128].
- Пелтасон, Джек (91) — американский деятель образования, президент Калифорнийского университета (1992—1995)[129].
- Саттаров, Минибай Зайнетдинович (83) — советский и российский нефтехимик, заместитель директора завода производственного объединения «Салаватнефтеоргсинтез» (1979—1980), Герой Социалистического Труда (1966)[130].
- Трент, Джекки (74) — британская актриса, певица и автор песен[131].
- Уомбл, Уоррен (95) — американский баскетбольный тренер, главный тренер мужской сборной США по баскетболу на летних Олимпийских играх в Хельсинки (1952)[132].
- Уотсон, Альберта (60) — канадская актриса кино и телесериалов[133].
- Форд, Джек (67) — американский политик, мэр Толидо (2002—2005)[134].
- Эрни, Занс (106) — швейцарский художник и скульптор[135].

### 20 марта
- Барроуз, Ева (85) — австралийский общественный деятель, генерал Армии спасения (1986—1993)[136].
- Бэгшоу, Маргарет (50) — американская художница[137].
- Воленка, Петр (79) — чешский математик, один из авторов альтернативной теории множеств[138].
- Грауман, Уолтер (93) — американский режиссёр[139].
- Джеффри, Пол (81) — американский музыкант и композитор[140].
- Довгань, Виталий Алексеевич (72) — советский и российский артист цирка и телевидения («АБВГДейка»), режиссёр и педагог, заслуженный артист Российской Федерации (1994)[141].
- Колагросси, Лиза[англ.] (49) — американская журналистка, телеведущая (WABC-TV[англ.]); кровоизлияние в мозг[142].
- Конфорд, Эллен (73) — американская детская писательница[143].
- Лазарук, Сергей Владимирович (52) — советский и российский киновед, педагог и продюсер («Она»), первый заместитель председателя Союза кинематографистов России (с 2009 года), заведующий кафедрой киноведения ВГИКа (с 2010 года)[144].
- Микеладзе, Нугзар Кобаевич (56) — советский и российский журналист, заместитель главного редактора (с 1995 года) и один из основателей «Новой газеты»[145].
- Миколаш, Йозеф (77) — чехословацкий хоккеист, двукратный призёр чемпионатов мира по хоккею с шайбой (1961, 1963)[146].
- Моконе, Стив (82) — первый южноафриканский темнокожий футболист, выступавший в европейской профессиональной лиге[147].
- Назаров, Михаил Николаевич (94) — советский партийный деятель, первый секретарь Чайковского горкома КПСС (1963—1987), Герой Социалистического Труда (1971)[148].
- Перо, Эй-Джей (55) — американский музыкант, ударник групп Twisted Sister и Adrenaline Mob[149].
- Сапин, Михаил Романович (89) — советский и российский анатом, академик РАН (2013, академик РАМН с 1988), лауреат премии Правительства Российской Федерации (1998), заслуженный деятель науки Российской Федерации (1994)[150].
- Стариков, Геннадий Николаевич (65) — советский и белорусский гитарист («Верасы»)[151].
- Уоррен, Джералд Ли (84) — американский журналист, пресс-секретарь Белого дома (1984—1985)[152].
- Уэлкотт, Грегори (87) — американский актёр[153]
- Фрейзер, Малколм (84) — австралийский государственный деятель, премьер-министр Австралии (1975—1983)[154].
- Янукович, Виктор Викторович (33) — украинский политический деятель, депутат Верховной рады Украины V—VII созывов (2006—2014), сын 4-го Президента Украины Виктора Януковича[155].

### 19 марта
- Альбер, Мишель (85) — французский экономист[156].
- Бесерра Лумбрерас, Леандра (127) — мексиканская неверифицированная долгожительница, лидер сольдадер Мексиканской революции[157].
- Браун, Майкл (65) — американский автор песен и музыкант (The Left Banke)[158].
- Ван дер Каде-Каудейс, Герда (91) — нидерландская легкоатлетка, чемпионка летних Олимпийских игр в Лондоне (1948) в эстафете 4×100 м, двукратная чемпионка Европы (1946)[159].
- Дуглас, Гас[англ.] (88) — американский политик, член Демократической партии, член сельскохозяйственной комиссии Западной Виргинии (1965—1989, 1993—2013)[160].
- Катин, Питер (84) — британский пианист[161].
- Кузьмина, Ирина Фёдоровна (87) — советская и российская оперная певица (сопрано) и педагог, солистка Бурятского государственного академического театра оперы и балета (1968—1981), заслуженная артистка РСФСР (1977), заслуженная артистка Туркменской ССР (1965), народная артистка Бурятской АССР[162].
- Пальмиери, Ирма[исп.] (83) — венесуэльская актриса[163].
- Прыл, Станислав (72) — чехословацкий хоккеист, бронзовый призёр зимних Олимпийских игр в Инсбруке (1964)[164].
- Тэмблин, Джой (89) — британский военный деятель, воздушный коммодор, командир Женских королевских военно-воздушных сил Великобритании (1976—1980)[165].
- Ууситало, Эйно (90) — финский государственный деятель, министр внутренних дел (1971, 1976—1982), исполняющий обязанности премьер-министра Финляндии (1981—1982)[166].
- Шехтер, Дэнни (72) — американский режиссёр, сценарист и продюсер, двукратный лауреат премии «Эмми»[167].

### 18 марта
- Бурылёв, Владимир Сергеевич (69) — советский и российский оперный певец (баритон) и педагог, солист Краснодарской филармонии им. Г. Ф. Пономаренко, профессор Краснодарского государственного университета культуры и искусств, народный артист Российской Федерации (1995)[168].
- Гитлин, Исаак Германович (95)[значимость?] — советский и российский музыкант, дирижёр, композитор и театральный работник, проработавший в Челябинском театре драмы 78 лет[169].
- Ипатова, Раиса Александровна (68) — советская и российская поэтесса, журналистка, общественный деятель[170].
- Ковачев, Жоро (?)[значимость?] — болгарский музыковед и деятель шоу-бизнеса[171].
- Лановский, Лев Аронович (88) — советский и российский авиаконструктор ОАО «Туполев», главный конструктор самолёта Ту-204, лауреат Государственной премии СССР и Государственной премии Российской Федерации (2003)[172].
- Люде, Эдмунд-Михаил Николаевич (86) — советский и российский кардиохирург, руководитель отдела научно-медицинской информации (1981—1985), лаборатории научного прогнозирования (1985—1996) Научного центра сердечно-сосудистой хирургии им. А. Н. Бакулева, доктор медицинских наук (1973), профессор; самоубийство[173].
- Огот, Грейс (84) — кенийская писательница[174].
- Окунь, Валерия Вилевна (57) — российский бард, организатор концертов, руководитель бард-клуба «Парус», лауреат фестивалей[175].
- Петрова, Галина Петровна (101) — советская артистка балета и балетмейстер, педагог, заслуженная артистка РСФСР (1955), старейшая балерина Большого театра[176].
- Роуландс, Дон (88) — новозеландский гребец, чемпион Игр Содружества (1954)[177].
- Сакиркин, Олег Евгеньевич (49) — советский и казахский легкоатлет (тройной прыжок), обладатель рекорда Азии в тройном прыжке в помещении (17,09 м)[178].
- Тейлор, Шо[англ.] (90) — британский актёр[179].
- Хейнен, Харри (74) — нидерландский футболист, обладатель кубка Нидерландов по футболу (1959)[180].
- Хопко, Фома Иванович (75) — протопресвитер и богослов Православной церкви в Америке, декан Свято-Владимирской православной духовной семинарии (1992—2002)[181].
- Цзян Чжунлин (92) — тайваньский генерал и политик, министр национальной обороны (1994—1999)[182].

### 17 марта
- Адамс, Эшли (59) — австралийский паралимпийский спортивный стрелок, двукратный призёр летних Паралимпийских игр в Афинах (2004)[183].
- Дарбинян, Владимир Саркисович (83) — советский и армянский государственный деятель, министр внутренних дел Армянской ССР (1969—1975)[184].
- Джанашия, Наули (68) — грузинский политический деятель, депутат парламента Грузии (с 2012)[185].
- Дзаппа, Гвидо (99) — итальянский математик, представитель итальянской школы алгебраической геометрии[186].
- Мартюшова, Лилия Григорьевна (79) — советский и российский учитель, преподаватель биологии школы № 3 Железногорска-Илимского (1971—2001), народный учитель СССР (1988)[187].
- Пивовар, Славомир (61 или 62) — польский рок-гитарист[188].
- Руцкий, Александр Владимирович (83) — советский и белорусский травматолог-ортопед, академик Национальной академии наук Беларуси (2002), лауреат Государственной премии Республики Беларусь (1992), заслуженный деятель науки Белорусской ССР (1982)[189].
- Сазонов, Валерий Петрович (70) — советский и российский музейный работник и педагог, директор Пензенской областной картинной галереи имени К. А. Савицкого (с 1972 года), профессор, заслуженный деятель искусств Российской Федерации (1992)[190].
- Фаулер, Реймонд (84) — американский психолог, президент Американской психологической ассоциации (1988)[191].
- Хаммертон, Эммануэль Маянджа (23)[значимость?] — угандийский певец в стиле регги[192].

### 16 марта
- Егорова, Элеонора Валентиновна (76) — советский и российский офтальмолог, доктор медицинских наук, профессор, директор Московского научно-исследовательского института глазных болезней им. Гельмгольца (1986—1989), член президиума Общества офтальмологов России, заслуженный деятель науки Российской Федерации (2003), автор более 200 изобретений[193].
- Елисей (Джохадзе) (66) — грузинский религиозный деятель, епископ Грузинской православной церкви, митрополит Никорцминдский[194].
- Крамп, Брюс (57) — американский музыкант, ударник группы Molly Hatchet[195].
- Кузнецов, Лев Фёдорович (84) — советский фехтовальщик и тренер, двукратный бронзовый призёр летних Олимпийских игр в Мельбурне (1956), многократный призёр чемпионатов мира, старший тренер сборной саблистов СССР на пяти Олимпийских играх (1964, 1968, 1972, 1980, 1988)[196].
- Овчинников, Анатолий Георгиевич (88) — советский и российский металлург и альпинист, профессор МГТУ им. Н. Э. Баумана, заслуженный деятель науки и техники Российской Федерации (1993), заслуженный мастер спорта СССР (1963), заслуженный тренер СССР (1982), лауреат премии Правительства Российской Федерации в области науки и техники (2006)[197].
- Робертсон, Дон (92) — американский автор песен[198].
- Смит, Брейдон (23) — австралийский боксёр-профессионал, бывший чемпион Азии по версии WBC в полулегком весе (до 57,2 кг); умер после титульного боя[199].
- Сточик, Андрей Михайлович (75) — советский и российский историк медицины и педагог, генеральный директор издательства «Медицина» (1992—2013), академик РАН (2013, академик РАМН с 1999), заслуженный работник культуры РСФСР[200].
- Тургунов, Камолжон (92) — участник Великой Отечественной войны, последний из участников обороны Дома Павлова в Сталинграде[201].
- Фрэйзер, Энди (62) — английский блюз-роковый и рок-музыкант, автор песен, бас-гитарист группы Free[202].
- Хартман, Артур (89) — американский дипломат, Чрезвычайный и Полномочный Посол США в СССР (1981—1987)[203].
- Хейли, Джек (51) — американский баскетболист, чемпион НБА (1996)[204].
- Элиас, Бадди (89) — немецкий и швейцарский актёр, двоюродный брат Анны Франк[205][206].

### 15 марта
- Бетанкорт, Антонио (78) — испанский футболист («Реал Мадрид», национальная сборная), обладатель Кубка европейских чемпионов сезона 1965/66 годов, участник чемпионата мира (1966)[207].
- Даниелс, Джон (78) — американский политик, мэр Нью-Хейвена (Коннектикут) (1990—1993)[208].
- Десай, Нараян (90) — индийский философ, писатель и общественный деятель, президент Интернационала противников войны (1989—1991), лауреат национальных премий[209].
- Диес де ла Фуэнте, Мариса (83 или 84) — испанская художница[210].
- Поркаро, Майк (59) — американский музыкант, гитарист группы Toto[211].
- Сюй Цайхоу (71) — китайский партийный и государственный деятель, заместитель председателя Военного совета ЦК КПК (2004—2012), заместитель председателя Центрального военного совета КНР (2005—2012)[212].
- Чабане, Коллинз (54) — южноафриканский политик, министр государственной службы и управления (с 2014); ДТП[213].
- Штефэнеску, Эусебиу (70) — румынский актёр[214].
- Эрколи, Лучано (85) — итальянский режиссёр, сценарист и продюсер[215].

### 14 марта
- Багдасарян, Иосиф Ованесович (68) — советский и российский врач и организатор здравоохранения, заслуженный врач Российской Федерации (1996)[216].
- Билык, Виктор Данилович (78) — советский и российский военный деятель, заместитель начальника Главного штаба Ракетных войск стратегического назначения (1984—1993) — начальник Центрального командного пункта (1984—1988), генерал-лейтенант в отставке[217].
- Джунта, Ана Мария[исп.] (72) — аргентинская актриса театра и кино, режиссёр[218].
- Зербини, Терезинья[порт.] (86) — бразильская правозащитница и феминистка[219].
- Кошлевский, Валерий Демьянович (62) — советский и российский деятель прокуратуры, прокурор Пензенской области (2000—2013), почётный работник прокуратуры Российской Федерации (2004)[220].
- Кристофори, Нино (84) — итальянский государственный деятель, министр труда и социальной защиты (1992—1993)[221].
- Ложченко, Николай Родионович (84) — советский и российский организатор промышленного производства, генеральный директор Челябинского тракторного завода (1979—1992), депутат Совета Союза Верховного Совета СССР 11 созыва[222].
- Лир, Лия ван (90) — израильский общественный деятель, основательница и директор Иерусалимского международного кинофестиваля, лауреат Государственной премии Израиля (2004)[223].
- Мартинес, Лизл (47) — филиппинская актриса; рак груди[224].
- Мельхиор, Иб (97) — датский и американский писатель, сценарист и режиссёр[225].
- Распутин, Валентин Григорьевич (77) — советский и российский писатель, представитель «деревенской прозы», Герой Социалистического Труда (1987)[226].

### 13 марта
- Аллен, Дэвид Кристофер (77) — австралийский гитарист, вокалист и композитор[227].
- Викол, Мария (79) — румынская фехтовальщица, бронзовый призёр летних Олимпийских игр в Риме (1960) и в Мехико (1968), чемпионка мира (1969)[228].
- Келан-Яворовская, Зофья (89) — польский геолог и палеонтолог, действительный член Польской академии наук (1967)[229].
- Коннелл, Джордж (84) — канадский биохимик и деятель образования, президент Университета Западной Онтарио (1977—1984), президент Торонтского университета (1984—1990)[230].
- Лобанов, Борис Семёнович (77) — советский и российский организатор оборонной промышленности, генеральный директор ФГУП «Центральный научно-исследовательский радиотехнический институт имени академика А. И. Берга» (с 2005 года), лауреат Премии Правительства Российской Федерации (1999), заслуженный машиностроитель Российской Федерации (2012)[231].
- Лупачёв, Вячеслав Иванович (64) — советский и российский музыкант и театральный администратор, заслуженный артист Российской Федерации (1995)[232].
- Оберндорф, Мейера[англ.] (74) — американский политик, мэр Верджиния-Бич (1988—2009)[233].
- Павези, Мануэла (65) — итальянский фотограф и стилист[234].
- Саралинов, Мурат Назарбекович (53) — киргизский государственный и спортивный деятель, президент Национального олимпийского комитета Кыргызской Республики (с 2006 года)[235].
- Тищенко, Марат Николаевич (84) — советский и российский конструктор вертолётов, ответственный руководитель и главный (затем генеральный) конструктор ОКБ имени М. Л. Миля (1970—1991), академик РАН (1992), Герой Социалистического Труда (1982)[236].

### 12 марта
- Ад-Дари, Харрис (74) — иракский мусульманский лидер, глава Лиги духовных лидеров мусульман-суннитов Ирака[237].
- Бююкбурч, Эрол (78) — турецкий певец, композитор и актёр[238].
- Виссарион (Великий-Остапенко) (90)[значимость?] — духовный поэт, монах, игумен РПЦ, один из старейших и почитаемых насельников Свято-Троицкой Сергиевой лавры[239].
- Грейвс, Майкл (80) — американский архитектор и дизайнер[240].
- Гусман, Магда (83) — мексиканская актриса («Никто, кроме тебя», «Дикая Роза», «Узурпаторша»)[241].
- Ибо, Поль (95) — участник Движения сопротивления во Франции, последний лётчик авиагруппы «Лотарингия»[242].
- Карл цу Вид (53) — 8-й титулярный князь Вид (с 2000 года)[243].
- Пеклушенко, Александр Николаевич (60) — украинский государственный деятель, народный депутат Украины 4—6 созывов (2002—2012), председатель Запорожской областной государственной администрации (2011—2014) (о смерти стало известно в этот день)[244].
- Пратчетт, Терри (66) — английский писатель-фантаст, автор цикла «Плоский мир»[245].
- Якжина, Тамара Германовна (69) — советский и российский режиссёр документального кино и телевидения, художественный руководитель студии «Музыка и Фильм» (с 1993 года); убийство[246].

### 11 марта
- Баскин, Эйно (85) — эстонский и советский театральный актёр и режиссёр[247].
- Биларди, Джейк (18) — австралийский школьник, ставший членом международной террористической организации «Исламское государство».
- Буркерт, Вальтер (84) — немецкий историк и филолог[248].
- Гринспун, Джимми (67) — американский клавишник и композитор (Three Dog Night); рак[249].
- Гусев, Леонид Иванович (92) — советский учёный в области радиотехнических систем управления космическими аппаратами и телеметрии; Герой Социалистического Труда (1961)[250].
- Коджоян, Левон Арутюнович (90) — советский и армянский художник, заслуженный деятель искусств Армении[251].
- Корнаков, Владимир Васильевич (85) — советский и российский писатель, народный писатель Бурятии, участник Великой Отечественной войны (о смерти стало известно в этот день)[252].
- Ребибо, Дженис (65) — израильская поэтесса[253].
- Росси, Карло Убальдо (56) — итальянский композитор и музыкальный продюсер; ДТП[254].
- Садоев, Руслан Завикович (32) — российский артист цирка, заслуженный артист Российской Федерации[255].
- Сивенко, Павел Павлович (95) — советский моряк, капитан первого ранга, участник Великой Отечественной войны, капитан гвардейского «морского охотника» СК-065 (первый гвардейский корабль четвёртого класса), кавалер ордена Президента США «За выдающиеся заслуги»[256].
- Тэгер, Ральф (78) — американский актёр[257][258].
- Фентон, Тони[англ.] (53) — ирландский радиоведущий и диджей[259].
- Хольмдаль, Мартин (91) — шведский деятель образования, ректор Уппсальского университета (1978—1989)[260].

### 10 марта
- Вострелов, Юрий Алексеевич (67) — советский и российский музыкант-баянист, профессор РАМ им. Гнесиных, заслуженный артист РСФСР (1984)[261].
- Глацер, Ричард[англ.] (63) — американский кинорежиссёр и сценарист («Всё ещё Элис»)[262].
- Голубков, Владимир Александрович (53) — советский и российский гандболист и тренер, мастер спорта СССР международного класса (1983), заслуженный тренер России (2001)[263].
- Дубровская, Наталья Константиновна (69) — советская и украинская театральная актриса, заслуженная артистка Украинской ССР (1981)[264].
- Котлярская, Агнешка (43) — польская актриса[265].
- Кошелева, Любовь Владимировна (53) — российская актриса театра («Коляда-театр») и кино («Спасите наши души»), педагог[266].
- Мидлбрукс, Уинделл (36) — американский актёр[267].
- Мухаммад Юсуф, Мухаммад Садык (62) — мусульманский религиозный деятель и педагог, муфтий, соучредитель и член Совета секретарей Всемирного союза мусульманских улемов, народный депутат СССР[268].
- Подойницын, Леонид Зосимович (63) — советский и российский врач-травматолог, заслуженный врач Российской Федерации (2012)[269].
- Полуэктов, Павел Петрович (65) — советский и российский физик, доктор физико-математических наук (1994), профессор (2002), лауреат премии Совета Министров СССР[270].
- Ситтон, Клод (89) — американский журналист, лауреат Пулитцеровской премии (1983) и Премии Джорджа Полка (1994)[271].
- Фредерикс, Фред (86) — американский художник, автор комиксов, один из создателей Мэдрейак Волшебника[272].
- Харрис, Вик (69) — английский профессиональный игрок в снукер[273].

### 9 марта
- Арто, Флоранс (57) — французская яхтсменка; авиакатастрофа[274].
- Вагидов, Абдулла Магомедович (74) — советский и российский дагестанский писатель, филолог и литературный критик, профессор Дагестанского государственного университета[275].
- Вайда, Борис (82) — югославский и хорватский оперный певец (бас-баритон)[276].
- Вастин, Алексис (28) — французский боксёр, бронзовый призёр Олимпийских игр в Пекине (2008); авиакатастрофа[274].
- Карапетян, Алексан Амбарцумович (64) — армянский государственный и политический деятель, депутат Национального собрания Армении 2 и 3 созывов (1999—2007)[277].
- Коберидзе, Отар Леонтьевич (90) — советский и грузинский актёр, кинорежиссёр и сценарист, народный артист Грузинской ССР (1967), участник Великой Отечественной войны[278].
- Манаков, Валентин Семёнович (78) — капитан-помощник механика теплохода «ОТ-2032» Западно-Сибирского речного пароходства, Герой Социалистического Труда (1981)[279].
- Мельник, Станислав Анатольевич (53) — украинский политический деятель и предприниматель, народный депутат Украины 5—7 созывов (2006—2014); самоубийство[280].
- Молино, Джеймс (94) — североирландский политик, лидер Ольстерской юнионистской партии (1979—1995)[281].
- Мюффа, Камиль (25) — французская пловчиха; чемпионка, серебряный и бронзовый призёр Олимпийских игр в Лондоне (2012); авиакатастрофа[274].
- Нельсон, Хуанита (91) — американская правозащитница[282].
- Отто, Фрай (89) — немецкий архитектор[283].
- Подколзин, Сергей Михайлович (74) — советский и российский актёр («Обвиняются в убийстве», «Путейцы»), артист московского театра на Таганке (с 1969 года)[284].
- Сабиров, Мухаммат Галлямович (82) — советский и российский государственный деятель, Председатель Совета Министров Татарской АССР (1989—1991), премьер-министр Республики Татарстан (1991—1995)[285].
- Саймон, Сэм (59) — американский телевизионный продюсер и сценарист («Симпсоны»)[286].
- Тараканов, Иван Васильевич (86) — советский и российский учёный в области удмуртской филологии и литературы, доктор филологических наук, профессор, заслуженный деятель науки Российской Федерации (1997)[287].
- Туйков, Владислав Иванович (68) — советский и российский юрист, прокурор Свердловской области (1985—2001), народный депутат России (1990—1993), заслуженный юрист РСФСР (1991)[288].
- Фатуллаев-Фигаров, Шамиль Сейфулла оглы (86) — советский и азербайджанский архитектор и историк архитектуры, академик Национальной академии наук Азербайджана, заслуженный архитектор Азербайджана[289].
- Фрохнмайер, Дэвид (74) — американский политик и деятель образования, президент Орегонского университета (1994—2009)[290]
- Хайдук, Эдвард (82) — польский философ и социолог, профессор[291].
- Шитиков, Валерий Алексеевич (75) — советский и российский тренер по биатлону, тренер сборной России (1989—1990, 1991—1993), заслуженный тренер России[292].

### 8 марта
- Ахмед, Лемработ Сиди Махмуд (57) — мавританский государственный деятель, министр иностранных дел Мавритании (1996—1997)[293].
- Гере, Тибор (77) — венгерский животновод, иностранный член РАСХН (1997—2014), иностранный член РАН (2014)[294].
- Дядькин, Иосиф Гецелевич (86) — советский и российский геофизик, правозащитник, участник Московской Хельсинкской группы, политзаключённый (1980—1983)[295].
- Крючкова, Мария Евгеньевна (26) — российская гимнастка, бронзовый призёр Олимпийских игр в Афинах (2004)[296].
- Ларссон, Ларс (52) — шведский футболист («Мальмё»), чемпион Швеции (1986), лучший бомбардир чемпионата (1987)[297].
- Мехта, Винод (73) — индийский журналист и писатель, главный редактор журнала Outlook (1995—2012)[298].
- Москаленко, Антонина Ивановна (95) — советская и украинская театральная актриса, солистка Харьковского русского драматического театра им. Пушкина (с 1939 года), заслуженная артистка Украины[299].
- Никифоров, Василий Семёнович (60) — советский и украинский военный деятель, первый заместитель командующего военно-воздушными силами Украины (с 2007 года), генерал-лейтенант; рак[300].
- Солофф, Лью (71) — американский музыкант (Blood, Sweat & Tears, квартет Лью Солоффа), лауреат премии «Грэмми»[301].
- Софович, Херардо (77) — аргентинский бизнесмен, киноактёр, кинорежиссёр, писатель и киносценарист, брат кинорежиссёра Уго Софовича; сердечный приступ[302].
- Хайнке, Эрнст (83) — американский гребец-байдарочник[303].
- Худзик, Павел Александрович (29) — украинский футболист; последствия ДТП[304].
- Якимов, Игорь Викторович (49) — белорусский и российский кинооператор («Подарок судьбы»)[305].

### 7 марта
- Алексеев, Александр Петрович (59) — российский дипломат, бывший посол по особым поручениям — советник Министра иностранных дел Российской Федерации[306].
- Бандич, Павел Сергеевич (35) — белорусский режиссёр, лауреат фестиваля «Золотой бубен»[307].
- Бундио, Грегорио (86) — аргентинский футболист и тренер, главный тренер сборной Сальвадора по футболу (1961—1962, 1968—1970)[308].
- Григорис (Буниатян) (69) — архиепископ, глава Украинской епархии Армянской апостольской церкви (с 2001 года)[309].
- Гайкович, Владимир Юрьевич (47) — российский предприниматель, сооснователь и гендиректор компании «Информзащита» (2000—2011), гендиректор компании «Андэк» (2012—2015); автокатастрофа[310].
- Гаянов, Зуфар Гаянович (73) — советский и российский художник, народный художник Республики Башкортостан (2003), член Союза художников России, председатель правления Союза художников Башкортостана (2001—2004)[311].
- Дей, Дерек (87) — британский спортсмен по хоккею на траве и дипломат, бронзовый призёр летних Олимпийских игр в Хельсинки (1952)[312].
- Кейсер, Ф. Рей (87) — американский политик, губернатор Вермонта (1961—1963)[313].
- Ляшко, Юрий Гаврилович (71) — российский государственный деятель, глава администрации Амурской области (1996—1997)[314].
- Малинво, Эдмон (91) — французский экономист, президент Французской ассоциации экономических наук (1986—1987)[315].
- Малышев, Юрий Михайлович (83) — советский и российский экономист и педагог, доктор экономических наук, профессор, заслуженный деятель науки РСФСР (1981)[316].
- Мануил (Павлов) (64) — епископ Русской православной церкви, митрополит Петрозаводский и Карельский (с 1990 года)[317].
- Радич, Томислав (74) — хорватский режиссёр и сценарист[318].
- Сагальчик, Арсений Овсеевич (76) — советский и российский театральный режиссёр, главный режиссёр театра юных зрителей имени А. А. Брянцева (с 2007 года), заслуженный деятель искусств Российской Федерации (2009)[319] Архивная копия от 2 апреля 2015 на Wayback Machine.
- Тацуми, Ёсихиро (79) — мангака, известный как автор манги для взрослых и создатель термина «гэкига», оказавший влияние на целое поколение японских авторов[320].
- Шипулин, Андрей Андреевич (94) — советский военный, участник Великой Отечественной войны, Герой Советского Союза (1945)[321].

### 6 марта
- Вигилянский, Евгений (59) — российский художник-авангардист[322].
- Кинан, Эдвард Льюис (79—80) — американский историк, славист, исследователь средневековой Руси[323].
- Лернер, Дэнни (62) — израильский режиссёр, сценарист и продюсер[324][325].
- Мангинас, Василис (65) — греческий политик, министр труда (2007)[326].
- Менский, Михаил Борисович (75) — главный научный сотрудник отделения теоретической физики Физического института им. П. Н. Лебедева РАН, профессор[327][328],.
- Пиджаков, Александр Юрьевич (60) — заведующий кафедрой № 32 «Международного права» СПбГУ, доктор юридических наук, профессор[329].
- Поликарпов, Николай Александрович (75) — бывший директор совхоза «Елизаветинский» Мокшанского района Пензенской области, народный депутат СССР[330].
- Рам Сундер Дас (94) — индийский политик, главный министр штата Бихар (1979—1980)[331].
- Саакян, Романос Мартиросович (75) — советский и армянский писатель, искусствовед[332].
- Фалькович, Марк Самуилович (94) — советский и российский юрист, специалист в области арбитражной системы, профессор Российской академии правосудия, заслуженный юрист РСФСР[333].
- Хиларидес, Марианна (81) — нидерландская балерина[334].
- Щагин, Виталий Васильевич (87) — советский и российский инженер, ректор Калининградского государственного технического университета (1980—1988)[335].

### 5 марта
- Афанасьев, Виктор Васильевич (монах Лазарь; 82) — советский и российский поэт, прозаик, литературовед и церковный писатель, член Союза писателей СССР[336].
- Ачылова, Рахат Ачыловна (73) — киргизская учёная, педагог, общественный деятель[337].
- Аюпова, Маргарита Петровна (79 или 80) — советский и российский театральный художник и поэтесса, вдова актёра Рима Аюпова[338].
- Батисте, Надала (89) — испанская актриса[339]
- Гантмахер, Всеволод Феликсович (79) — советский и российский физик-экспериментатор, академик РАН (2011), главный редактор журнала «Письма в Журнал экспериментальной и теоретической физики» (с 1990 года)[340].
- Голенпольский, Танкред Григорьевич (83) — советский и российский филолог-американист, еврейский общественный деятель и журналист, учредитель и главный редактор «Международной еврейской газеты»[341].
- Иган, Эдуард Майкл (82) — американский кардинал, архиепископ Нью-Йорка (2000—2009)[342].
- Казаков, Владимир Лукич (75) — советский и российский поэт[343].
- Каллон, Мейгор (89) — сьерра-леонский государственный деятель, министр иностранных дел Сьерра-Леоне (1965—1967)[344].
- Краушар, Карина (43) — немецкая актриса[345].
- Кувватов, Умарали Иззатович (46) — таджикский предприниматель и политический деятель; убит[346].
- Макканн, Джим (70) — ирландский певец и музыкант (The Dubliners)[347].
- Мейслс, Альберт (88) — американский режиссёр документального кино («Серые сады»), двукратный лауреат премии «Эмми» (1987, 1991)[348].
- Михайлов, Василий Михайлович (91) — советский удмуртский государственный и общественный деятель, поэт, журналист и публицист, заслуженный работник культуры РСФСР (1968); участник Великой Отечественной войны[349].
- Трефалт, Франек (84) — югославский актёр[350].
- Фурч, Эвелин (100) — американская легкоатлетка, чемпионка летних Олимпийских игр в Лос-Анджелесе (1932)[351].
- Шафер, Дирк (52) — американский режиссёр и сценарист («Круг»)[352].
- Эйтвид, Лев Васильевич (93) — советский и российский инженер, ректор Калининградского государственного технического университета (1964—1980), заслуженный работник высшей школы Российской Федерации (1999), участник Великой Отечественной войны[353].
- Якобсон, Владимир Аронович (84) — советский и российский историк, филолог, поэт и переводчик, специалист по клинописному праву, сотрудник Института восточных рукописей РАН[354].
- Ячменёва, Ирина Петровна (76) — советский и российский педагог, директор московской школы № 714 (1983—2013), руководитель ГБОУ «Школа № 1400» (2013—2015), заслуженный учитель школы РСФСР (1991)[355].

### 4 марта
- Басс, Эмори (89) — американский актёр[356][357].
- Беннетт, Харви (84) — американский сценарист и продюсер («Звёздный путь 3: В поисках Спока»)[358].
- Вонсикевич, Войцех (68) — польский футболист и тренер[359].
- Герасимов, Алексей Ильич (83) — бывший звеньевой совхоза «Заборьевский» Рязанского района Рязанской области, Герой Социалистического Труда (1966)[360].
- Ленговский, Станислав[пол.] (83) — польский физик, ректор Университета Николая Коперника (1984—1987)[361].
- Матвеев, Владимир Юрьевич (67) — советский и российский искусствовед, заместитель директора Государственного Эрмитажа по выставкам и развитию (с 1995 года)[362].
- Мотой, Джордже (79) — румынский актёр[363].
- Норик, Джеймс (95) — американский политик, мэр Оклахома-Сити (1959—1963, 1967—1971)[364].
- Ортега, Лилия (82) — мексиканская актриса; дыхательная недостаточность[365].
- Скрёбов, Николай Михайлович (82) — советский и российский писатель и журналист, заслуженный работник культуры Российской Федерации (1996)[366].
- Хориути, Ивао (73) — японский борец вольного стиля, бронзовый призёр летних Олимпийских игр в Токио (1964)[367].
- Якобссон, Карл-Альфред (89) — шведский футболист, чемпион Швеции (1953—1954), трёхкратный лучший бомбардир чемпионата Швеции[368].

### 3 марта
- Борден, Линн (77) — американская актриса[369].
- Караковский, Владимир Абрамович (83) — советский и российский педагог, народный учитель СССР (1991)[370].
- Нестеренко, Наталья Олеговна (46) — советская и российская спортсменка по пулевой стрельбе, бронзовый призёр чемпионатов России (2001, 2002), мастер спорта международного класса[371].
- Савин, Виктор Андреевич (82) — советский военачальник, командир 9-го отдельного корпуса противоракетной обороны (1980—1990), генерал-лейтенант в отставке[372].
- Тодийчук, Александр Сергеевич[укр.] (61) — украинский энергетик, заместитель главы правления НАК «Нафтогаз Украины» (с 2014 года) .
- Торлопов, Станислав Анфимович (78) — советский и российский живописец, народный художник Российской Федерации (2006)[373].
- Турицын, Сергей Фёдорович (56) — советский и российский актёр и поэт, артист Кировского драматического театра (с 2005 года)[374].
- Шевкуненко, Николай Никифорович (84) — советский и российский актёр театра и кино, солист Пензенского областного драматического театра им. А. В. Луначарского, заслуженный артист РСФСР (1976)[375].

### 2 марта
- Антарадонов, Юрий Васильевич (65) — российский государственный деятель, первый заместитель председателя правительства Республики Алтай, представитель от Государственного собрания (Эл Курултая) Республики Алтай в Совете Федерации РФ (2002)[376].
- Гонсалес Ледесма, Франсиско (87) — испанский писатель[377].
- Грациани, Беттина (89) — французская супермодель 1940-х и 1950-х, лицо компании Givenchy и основная модель для Юбера де Живанши («блузка Беттина»)[378].
- Дюрен, Фред (86) — восточногерманский актёр («Гойя, или Тяжкий путь познания»)[379].
- Макай, Дейв (80) — шотландский футболист и тренер[380].
- Макмахон, Дженна (81) — британский сценарист, лауреат премии «Эмми» (1974)[381].
- Манелис, Георгий Борисович (84) — советский и российский химик, член-корреспондент РАН (2000)[382].
- Марш, Джем (84) — британский инженер и предприниматель, сооснователь Marcos Engineering[383].
- Мирзаев, Рахматилла Хидоевич (60) — узбекский диктор, ведущий Национального телевидения Узбекистана, заслуженный деятель культуры Узбекистана; убит[384].
- Пит, Мэл (67) — британский писатель[385].
- Родман, Лейба (65) — израильский математик, специалист в области теории операторов[386].
- Чэппелл, Джон (75) — американский актёр[387].

### 1 марта
- Фон Барген, Дэниэл (64) — американский актёр[388].
- Берзиньш, Богдан (43) — советский, российский и латышский актёр («Цареубийца»)[389].
- Богославский, Марк Иванович (90) — русский поэт, искусствовед, писатель, педагог[390].
- Боуайер, Уильям (88) — британский художник[391].
- Введенская, Наталья Викторовна (101) — советский и российский геоморфолог, геолог и геофизик, одна из первооткрывателей алмазных россыпей на Среднем Урале[392].
- Вельп, Кристиан (51) — немецкий баскетболист, чемпион Европы (1993), признанный лучшим игроком турнира[393].
- Виссер, Карел (86) — нидерландский скульптор[394]
- Вуттке, Вольфрам (53) — немецкий футболист[395].
- Кипньюс, Оррин (91) — американский писатель и музыкальный (джазовый) продюсер, неоднократный лауреат премии «Грэмми»[396].
- Коррадини, Диди (70) — американский политик, мэр Солт-Лейк-Сити (1992—2000), президент Конференции мэров США (1998)[397].
- Крайзель, Георг (91) — британский и американский математик и биограф[398].
- Леонавичюте, Валентина (68) — советская и литовская актриса театра и кино, педагог[399].
- Логунов, Анатолий Алексеевич (88) — советский и российский физик-теоретик, академик РАН (1991; академик АН СССР с 1972), ректор Московского государственного университета имени М. В. Ломоносова (1977—1992), Герой Социалистического Труда (1980)[400].
- Мазур, Виктория Николаевна (68) — советская и белорусская артистка оперетты, народная артистка Беларуси (1997)[401].
- Макгрэди, Стюарт[англ.] (29) — шотландский футболист[402].
- Медина, Камило (85) — колумбийский актёр и художник[403].
- Минашвили, Гурам Варламович (78) — советский баскетболист, серебряный призёр Олимпийских игр в Риме (1960), заслуженный мастер спорта СССР (1965)[404].
- Миньосо, Минни[англ.] (92) — кубинский и американский бейсболист[405].
- Фишман, Джошуа (88) — американский социолог и лингвист, специализировавшийся в социолингвистике и языковом планировании[406].